# Božidar Munćan
Božidar Munćan (in serbo Божидар Мунћан?; 1925 – 1990) è stato un cestista e allenatore di pallacanestro jugoslavo.

## Carriera
Con la Jugoslavia ha disputato i Campionati europei del 1947.

## Palmarès

### Giocatore
- YUBA liga: 1

Jugoslvenska armija: 1945